# Thrixion pilifrons
Thrixion pilifrons är en tvåvingeart som beskrevs av Louis-Paul Mesnil 1963. Thrixion pilifrons ingår i släktet Thrixion och familjen parasitflugor. Inga underarter finns listade i Catalogue of Life.